# Turó d'en Lloberes
El Turó d'en Lloberes és una muntanya de 382 metres que es troba entre els municipis de Vilassar de Dalt, a la comarca del Maresme i de Vilanova del Vallès, a la comarca del Vallès Oriental.